# Konstantin Wladimirowitsch Krawtschuk
Konstantin Wladimirowitsch Krawtschuk (russisch Константин Владимирович Кравчук; * 23. Februar 1985 in Moskau, damals Russische SFSR, Sowjetunion) ist ein russischer Tennisspieler.

## Karriere
Konstantin Krawtschuk feierte bislang sechs Einzel- und sechs Doppeltitel auf der ITF Future Tour. Auf der ATP Challenger Tour gewann er erstmals im Jahr 2009 ein Einzelturnier in Chanty-Mansijsk und zehn Doppelturniere. Zum 23. August 2010 durchbrach er die Top 150 der Weltrangliste im Einzel und seine höchste Platzierung war ein 126. Rang im November 2010. Im Doppel durchbrach er zum 26. November 2012 die Top 150 und erreichte als Bestwert den 100. Platz im März 2014. Bei Grand-Slam-Turnieren gelang ihm 2014 in Wimbledon die erfolgreiche Qualifikation für ein Hauptfeld der Einzelkonkurrenz. In der ersten Runde unterlag er Gilles Simon glatt in drei Sätzen. Am 17. Oktober 2016 erreichte er mit einem 79. Rang seine beste Weltranglistenposition nach dem Challenger-Turniersieg in Taschkent.
Konstantin Krawtschuk gab 2014 sein Debüt für die russische Davis-Cup-Mannschaft.

## Erfolge
| Legende (Anzahl der Siege)  |
| Grand Slam                  |
| ATP World Tour Finals       |
| ATP World Tour Masters 1000 |
| ATP World Tour 500          |
| ATP World Tour 250          |
| ATP Challenger Tour (16)    |

### Einzel

#### Turniersiege
| Nr. | Datum            | Turnier         | Belag         | Finalgegner       | Ergebnis      |
| --- | ---------------- | --------------- | ------------- | ----------------- | ------------- |
| 1.  | 6. Dezember 2009 | Chanty-Mansijsk | Hartplatz (i) | Marcel Granollers | 1:6, 6:3, 6:2 |
| 2.  | 7. Mai 2016      | Busan           | Hartplatz     | Daniel Evans      | 6:4, 6:4      |
| 3.  | 15. Oktober 2016 | Taschkent       | Hartplatz     | Denis Istomin     | 7:5, 6:4      |

### Doppel

#### Turniersiege
| Nr. | Datum              | Turnier             | Belag         | Partner               | Finalgegner                           | Ergebnis           |
| --- | ------------------ | ------------------- | ------------- | --------------------- | ------------------------------------- | ------------------ |
| 1.  | 23. Mai 2008       | Fargʻona            | Hartplatz     | Łukasz Kubot          | Alexander Krasnoruzki Vaja Uzoqov     | 6:4, 6:1           |
| 2.  | 29. März 2009      | Sarajevo            | Hartplatz (i) | Dawid Olejniczak      | James Auckland Rogier Wassen          | 6:2, 3:6, [10:7]   |
| 3.  | 31. Juli 2011      | Astana (1)          | Hartplatz     | Denys Moltschanow     | Arnau Brugués Davi Malek Jaziri       | 7:64, 6:71, [10:3] |
| 4.  | 21. Juli 2012      | Pensa               | Hartplatz     | Nikolaus Moser        | Yuki Bhambri Divij Sharan             | 6:75, 6:3, [10:7]  |
| 5.  | 29. Juli 2012      | Astana (2)          | Hartplatz     | Denys Moltschanow     | Karol Beck Kamil Čapkovič             | 6:4, 6:3           |
| 6.  | 12. August 2012    | Pozoblanco          | Hartplatz     | Denys Moltschanow     | Adrian Mannarino Maxime Teixeira      | 6:3, 6:3           |
| 7.  | 30. September 2012 | Lermontow           | Sand          | Denys Moltschanow     | Andrei Golubew Juri Schtschukin       | 6:3, 6:4           |
| 8.  | 17. August 2013    | Kasan               | Hartplatz     | Wiktor Baluda         | Ivo Klec Jürgen Zopp                  | 6:3, 6:4           |
| 9.  | 2. März 2014       | Cherbourg-Octeville | Hartplatz (i) | Henri Kontinen        | Pierre-Hugues Herbert Albano Olivetti | 6:4, 6:73, [10:7]  |
| 10. | 6. September 2014  | Saint-Rémy          | Hartplatz     | Pierre-Hugues Herbert | David Guez Martin Vaïsse              | 6:1, 7:63          |
| 11. | 1. August 2015     | Astana (3)          | Hartplatz     | Denys Moltschanow     | Chung Yun-seong Joʻrabek Karimov      | 6:2, 6:2           |
| 12. | 4. Oktober 2015    | Ağrı                | Hartplatz     | Denys Moltschanow     | Alexander Igoschin Jaraslau Schyla    | 6:3, 7:64          |
| 13. | 2. April 2016      | Raʿanana            | Hartplatz     | Denys Moltschanow     | Jonathan Erlich Philipp Oswald        | 4:6, 7:61, [10:4]  |